# Praznik slovenske košarke
Izvršni odbor Košarkarske zveze Slovenije je na seji izglasoval, da bo 17. september za slovensko košarko poseben dan. Na ta dan je slovenska reprezentanca v finalu EuroBasketa 2017 z rezultatom 93-85 premagala Srbijo in postala evropski prvak. 
Košarkarji, ki so zastopali Slovenijo: Anthony Randolph, Matic Rebec, Goran Dragić (C), Aleksej Nikolić, Klemen Prepelič, Edo Murić, Jaka Blažič, Gašper Vidmar, Saša Zagorac, Žiga Dimec, Vlatko Čančar, Luka Dončić (Trener: Igor Kokoškov).